# حمام درویشعلی خان (حمام خویی)
حمام درویشعلی خان (حمام خویی) مربوط به دوره قاجار است و در ساری، ابتدای خیابان مدرس واقع شده و این اثر در تاریخ ۱۱ مرداد ۱۳۸۴ با شمارهٔ ثبت ۱۲۵۴۷ به‌عنوان یکی از آثار ملی ایران به ثبت رسیده است.